# Teognoste il Greco
Teognoste, in russo: Феогност (Costantinopoli, ... – 1353), è stato un arcivescovo ortodosso e santo bizantino, Metropolita di Mosca e di tutta la Rus', venerato dalla Chiesa ortodossa russa.

## Biografia
Nato a Costantinopoli si trasferì in Russia diventando nel 1327 successore di Pietro sul soglio di Mosca, Kiev e Vladimir. Come il suo predecessore scelse Mosca come sede principale del proprio ufficio ecclesiastico. Andrea Salos, conosciuto come il pazzo di Dio, fu suo notaio.
In carica, si adoperò dapprima a riconciliare la Repubblica di Novgorod con il Granducato di Mosca in un periodo caratterizzato da continui scontri tra i due Stati. Cercò inoltre di difendere tutto ciò che di valore si trovava nella sua giurisdizione, arrivando, secondo le sue agiografie, a donare alla Chiesa tutte le sue proprietà e a rifiutare di raccogliere tributi pretesi dai Mongoli dalle singole parrocchie. Per la sua audacia fu torturato dai Tatari fino a quando il Khan, accondiscendendo alle sue richieste, non confermò i privilegi della Chiesa ortodossa russa sui tributi statali. Tale vicenda, probabilmente leggendaria, fu utilizzata in seguito dai Metropoliti che si sarebbero succeduti sul soglio per affermare l'indipendenza della Chiesa russa dal potere e dalle imposte statali. Dopo che un incendio ebbe distrutto Mosca, Teognoste si adoperò attivamente nella ricostruzione e nel restauro delle chiese danneggiate. Legato alla sua patria natale riuscì a convincere Simeone, Gran Principe di Moscovia, ad inviare del denaro nella capitale bizantina per la ricostruzione della Cattedrale di Hagia Sophia.
All'inizio del 1353, sentendo l'approssimarsi della morte, nominò Alessio, allora vescovo di Vladimir, come proprio successore.
Teognoste fu sepolto nella cattedrale moscovita dell'Ascensione. Nel XIX secolo venne glorificato dalla Chiesa ortodossa russa, che lo ricorda il 14 marzo.